# Innocence + Experience Tour
Innocence + Experience Tour (estilizado como iNNOCENCE + eXPERIENCE) foi uma turnê mundial da banda de rock irlandesa U2. Lançada em suporte do álbum de estúdio do grupo, Songs of Innocence (2014), a banda começou a apresentar-se em arenas em maio de 2015, na cidade de Vancouver, no Canadá. É a primeira vez que a banda realiza shows em arenas na década de 2010, tocando pela última vez na turnê Vertigo Tour (2005–2006). A turnê inclui duas etapas. A primeira etapa, realizada na América do Norte iniciada em 14 de maio à 31 de julho de 2015; a segunda, com shows na Europa iniciada em 4 de setembro à 07 de dezembro. No total, foram anunciados cerca de 76 shows agendados, predominantemente reservados em pares para cada mercado.
Os shows foram estruturados em torno de uma narrativa solta de "inocência" ao passar para a "experiência", com um conjunto fixo de canções na primeira etapa da turnê, e uma segunda metade variada, separadas por um intervalo. O palco media o mesmo comprimento do piso local e era dividido em três seções: Um segmento retangular representando a letra "i", de "innocence"; um palco menor e circular representando a letra "e", de "experience"; e uma passarela ligando-as para representar a transição entre os dois temas. A tela de vídeo com aproximadamente 30 metros de comprimento com dupla face, foi suspenso e paralelo ao da passarela. A estrutura contava com uma passarela interior entre as telas de vídeo, permitindo que os membros da banda para executar entre as projeções de vídeo. Para a turnê, os sistemas sonoros eram transferidas para as extremidades de cada show, dispondo de uma matriz oval na esperança de melhorar a acústica, distribuindo uniformemente o som em toda a arena.
A Innocence + Experience Tour foi bem recebido pela crítica. De acordo com a revista Billboard, a etapa correspondente na América do Norte arrecadou US$ 76,2 milhões de 36 concertos esgotados. No total, a turnê arrecadou US$ 152,2 milhões de 1,29 milhões de espectadores. A data final da turnê, executada em um dos dois shows em Paris, foi remarcada devido aos ataques de novembro de 2015 em Paris, sendo transmitida pela rede de televisão americana HBO.

## Antecedentes
A turnê anterior da banda, a U2 360° Tour, visitou os continentes europeu, América do Norte, Ásia, Oceania, África e América do Sul, no período de 2009 a 2011 no total de 110 shows. Seus shows foram caracterizados pelo palco, permitindo que o público os cercasse por todos os lados, e uma grande estrutura de quatro pilares em forma de "garra", sendo construída acima do palco com o sistema de som e uma tela de vídeo cilíndrica estendida acima. A turnê 360° finalizou em julho de 2011 como a turnê de maior bilheteria da história (arrecadando $736 milhões de dólares) e aproximadamente 7,3 milhões de ingressos vendidos.
Em 9 de setembro de 2014, com mais de cinco anos e meio de diferença desde o lançamento de No Line on the Horizon (2009), a banda lançou seu décimo terceiro álbum de estúdio, Songs of Innocence (2014), em um evento de lançamento do iPhone 6, da Apple. Foi lançado digitalmente no mesmo dia para todos os clientes da iTunes sem nenhum custo, estando disponível para 500 milhões de usuários do iTunes, no que o CEO Tim Cook afirmou ser o "maior álbum de todos os tempos". O álbum recebeu críticas mistas, entretanto, obteve um sucesso comercial mundialmente. Depois de meses de especulação para uma turnê, a banda anunciou 44 shows em dezenove cidades na América do Norte e na Europa, em meados de maio. Os bilhetes pré-venda estavam disponíveis para os membros do fã clube no dia 4 de dezembro, antes de ir online para a venda ao público em geral, no dia 8 de dezembro. A banda optou por tocar em arenas fechadas ao invés de estádios, como nas turnês anteriores. A data inicial da turnê esgotaram-se rapidamente, o que levou a Live Nation para adicionar mais shows, ampliando ainda mais a turnê.

## Datas da turnê
| Data                   | Cidade           | País             | Local                      | Nº de público    | Receita          |
| América do Norte       | América do Norte | América do Norte | América do Norte           | América do Norte | América do Norte |
| ---------------------- | ---------------- | ---------------- | -------------------------- | ---------------- | ---------------- |
| 14 de maio de 2015     | Vancouver        | Canadá           | Rogers Arena               | 36.442           | $ 3.810.775      |
| 15 de maio de 2015     | Vancouver        | Canadá           | Rogers Arena               | 36.442           | $ 3.810.775      |
| 18 de maio de 2015     | San Jose         | Estados Unidos   | SAP Center                 | 35.398           | $ 4.385.885      |
| 19 de maio de 2015     | San Jose         | Estados Unidos   | SAP Center                 | 35.398           | $ 4.385.885      |
| 22 de maio de 2015     | Phoenix          | Estados Unidos   | Talking Stick Resort Arena | 34.626           | $ 3.992.985      |
| 23 de maio de 2015     | Phoenix          | Estados Unidos   | Talking Stick Resort Arena | 34.626           | $ 3.992.985      |
| 26 de maio de 2015     | Inglewood        | Estados Unidos   | The Forum                  | 83.505           | $ 9.886.540      |
| 27 de maio de 2015     | Inglewood        | Estados Unidos   | The Forum                  | 83.505           | $ 9.886.540      |
| 30 de maio de 2015     | Inglewood        | Estados Unidos   | The Forum                  | 83.505           | $ 9.886.540      |
| 31 de maio de 2015     | Inglewood        | Estados Unidos   | The Forum                  | 83.505           | $ 9.886.540      |
| 3 de junho de 2015     | Inglewood        | Estados Unidos   | The Forum                  | 83.505           | $ 9.886.540      |
| 6 de junho de 2015     | Denver           | Estados Unidos   | Pepsi Center               | 28.141           | $ 3.114.935      |
| 7 de junho de 2015     | Denver           | Estados Unidos   | Pepsi Center               | 28.141           | $ 3.114.935      |
| 12 de junho de 2015    | Montreal         | Canadá           | Centre Bell                | 80.911           | $ 7.236.524      |
| 13 de junho de 2015    | Montreal         | Canadá           | Centre Bell                | 80.911           | $ 7.236.524      |
| 16 de junho de 2015    | Montreal         | Canadá           | Centre Bell                | 80.911           | $ 7.236.524      |
| 17 de junho de 2015    | Montreal         | Canadá           | Centre Bell                | 80.911           | $ 7.236.524      |
| 24 de junho de 2015    | Chicago          | Estados Unidos   | United Center              | 95.070           | $ 11.347.305     |
| 25 de junho de 2015    | Chicago          | Estados Unidos   | United Center              | 95.070           | $ 11.347.305     |
| 28 de junho de 2015    | Chicago          | Estados Unidos   | United Center              | 95.070           | $ 11.347.305     |
| 29 de junho de 2015    | Chicago          | Estados Unidos   | United Center              | 95.070           | $ 11.347.305     |
| 2 de julho de 2015     | Chicago          | Estados Unidos   | United Center              | 95.070           | $ 11.347.305     |
| 6 de julho de 2015     | Toronto          | Canadá           | Air Canada Centre          | 38.364           | $ 4.447.473      |
| 7 de julho de 2015     | Toronto          | Canadá           | Air Canada Centre          | 38.364           | $ 4.447.473      |
| 10 de julho de 2015    | Boston           | Estados Unidos   | TD Garden                  | 68.183           | $ 8.469.855      |
| 11 de julho de 2015    | Boston           | Estados Unidos   | TD Garden                  | 68.183           | $ 8.469.855      |
| 14 de julho de 2015    | Boston           | Estados Unidos   | TD Garden                  | 68.183           | $ 8.469.855      |
| 15 de julho de 2015    | Boston           | Estados Unidos   | TD Garden                  | 68.183           | $ 8.469.855      |
| 18 de julho de 2015    | Nova Iorque      | Estados Unidos   | Madison Square Garden      | 149.942          | $ 19.474.285     |
| 19 de julho de 2015    | Nova Iorque      | Estados Unidos   | Madison Square Garden      | 149.942          | $ 19.474.285     |
| 22 de julho de 2015    | Nova Iorque      | Estados Unidos   | Madison Square Garden      | 149.942          | $ 19.474.285     |
| 23 de julho de 2015    | Nova Iorque      | Estados Unidos   | Madison Square Garden      | 149.942          | $ 19.474.285     |
| 26 de julho de 2015    | Nova Iorque      | Estados Unidos   | Madison Square Garden      | 149.942          | $ 19.474.285     |
| 27 de julho de 2015    | Nova Iorque      | Estados Unidos   | Madison Square Garden      | 149.942          | $ 19.474.285     |
| 30 de julho de 2015    | Nova Iorque      | Estados Unidos   | Madison Square Garden      | 149.942          | $ 19.474.285     |
| 31 de julho de 2015    | Nova Iorque      | Estados Unidos   | Madison Square Garden      | 149.942          | $ 19.474.285     |
| Europa                 |                  |                  |                            |                  |                  |
| 4 de setembro de 2015  | Turim            | Itália           | Palasport Olimpico         | 29.555           | $ 3.324.727      |
| 5 de setembro de 2015  | Turim            | Itália           | Palasport Olimpico         | 29.555           | $ 3.324.727      |
| 8 de setembro de 2015  | Amsterdã         | Países Baixos    | Ziggo Dome                 | 68.463           | $ 7.674.824      |
| 9 de setembro de 2015  | Amsterdã         | Países Baixos    | Ziggo Dome                 | 68.463           | $ 7.674.824      |
| 12 de setembro de 2015 | Amsterdã         | Países Baixos    | Ziggo Dome                 | 68.463           | $ 7.674.824      |
| 13 de setembro de 2015 | Amsterdã         | Países Baixos    | Ziggo Dome                 | 68.463           | $ 7.674.824      |
| 16 de setembro de 2015 | Estocolmo        | Suécia           | Ericsson Globe             | 62.716           | $ 6.850.151      |
| 17 de setembro de 2015 | Estocolmo        | Suécia           | Ericsson Globe             | 62.716           | $ 6.850.151      |
| 20 de setembro de 2015 | Estocolmo        | Suécia           | Ericsson Globe             | 62.716           | $ 6.850.151      |
| 21 de setembro de 2015 | Estocolmo        | Suécia           | Ericsson Globe             | 62.716           | $ 6.850.151      |
| 24 de setembro de 2015 | Berlim           | Alemanha         | O2 World                   | 57.798           | $ 6.385.317      |
| 25 de setembro de 2015 | Berlim           | Alemanha         | O2 World                   | 57.798           | $ 6.385.317      |
| 28 de setembro de 2015 | Berlim           | Alemanha         | O2 World                   | 57.798           | $ 6.385.317      |
| 29 de setembro de 2015 | Berlim           | Alemanha         | O2 World                   | 57.798           | $ 6.385.317      |
| 5 de outubro de 2015   | Barcelona        | Espanha          | Palau Sant Jordi           | 71.295           | $ 8.482.056      |
| 6 de outubro de 2015   | Barcelona        | Espanha          | Palau Sant Jordi           | 71.295           | $ 8.482.056      |
| 9 de outubro de 2015   | Barcelona        | Espanha          | Palau Sant Jordi           | 71.295           | $ 8.482.056      |
| 10 de outubro de 2015  | Barcelona        | Espanha          | Palau Sant Jordi           | 71.295           | $ 8.482.056      |
| 13 de outubro de 2015  | Antuérpia        | Bélgica          | Sportpaleis                | 45.059           | $ 4.760.263      |
| 14 de outubro de 2015  | Antuérpia        | Bélgica          | Sportpaleis                | 45.059           | $ 4.760.263      |
| 17 de outubro de 2015  | Colônia          | Alemanha         | Lanxess Arena              | 35.243           | $ 4.166.553      |
| 18 de outubro de 2015  | Colônia          | Alemanha         | Lanxess Arena              | 35.243           | $ 4.166.553      |
| 25 de outubro de 2015  | Londres          | Inglaterra       | The O2 Arena               | 104.913          | $ 15.804.021     |
| 26 de outubro de 2015  | Londres          | Inglaterra       | The O2 Arena               | 104.913          | $ 15.804.021     |
| 29 de outubro de 2015  | Londres          | Inglaterra       | The O2 Arena               | 104.913          | $ 15.804.021     |
| 30 de outubro de 2015  | Londres          | Inglaterra       | The O2 Arena               | 104.913          | $ 15.804.021     |
| 2 de novembro de 2015  | Londres          | Inglaterra       | The O2 Arena               | 104.913          | $ 15.804.021     |
| 3 de novembro de 2015  | Londres          | Inglaterra       | The O2 Arena               | 104.913          | $ 15.804.021     |
| 6 de novembro de 2015  | Glasgow          | Escócia          | The SSE Hydro              | 25.222           | $ 3.167.828      |
| 7 de novembro de 2015  | Glasgow          | Escócia          | The SSE Hydro              | 25.222           | $ 3.167.828      |
| 10 de novembro de 2015 | Paris            | França           | AccorHotels Arena          | 69.864           | $ 7.760.999      |
| 11 de novembro de 2015 | Paris            | França           | AccorHotels Arena          | 69.864           | $ 7.760.999      |
| 18 de novembro de 2015 | Belfast          | Irlanda do Norte | SSE Arena Belfast          | 18.922           | $ 2.576.203      |
| 19 de novembro de 2015 | Belfast          | Irlanda do Norte | SSE Arena Belfast          | 18.922           | $ 2.576.203      |
| 23 de novembro de 2015 | Dublin           | Irlanda          | 3Arena                     | 46.784           | $ 5.108.722      |
| 24 de novembro de 2015 | Dublin           | Irlanda          | 3Arena                     | 46.784           | $ 5.108.722      |
| 27 de novembro de 2015 | Dublin           | Irlanda          | 3Arena                     | 46.784           | $ 5.108.722      |
| 28 de novembro de 2015 | Dublin           | Irlanda          | 3Arena                     | 46.784           | $ 5.108.722      |
| 6 de dezembro de 2015  | Paris            | França           | AccorHotels Arena          |                  |                  |
| 7 de dezembro de 2015  | Paris            | França           | AccorHotels Arena          |                  |                  |
| Total                  | Total            | Total            | Total                      | 1.286.416        | $ 152.228.227    |

### Concertos adiados
| Data                   | Cidade | País   | Local             | Motivo/Informação adicional          |
| ---------------------- | ------ | ------ | ----------------- | ------------------------------------ |
| 14 de novembro de 2015 | Paris  | França | AccorHotels Arena | Ataques de novembro de 2015 em Paris |
| 15 de novembro de 2015 | Paris  | França | AccorHotels Arena | Ataques de novembro de 2015 em Paris |